# Santa Fe Libertadores
Santa Fe Libertadores är en ort i Mexiko.   Den ligger i kommunen El Marqués och delstaten Querétaro Arteaga, i den centrala delen av landet, 180 km nordväst om huvudstaden Mexico City. Santa Fe Libertadores ligger 1 904 meter över havet och antalet invånare är 603.
Terrängen runt Santa Fe Libertadores är platt åt sydväst, men åt nordost är den kuperad. Runt Santa Fe Libertadores är det ganska tätbefolkat, med 120 invånare per kvadratkilometer. Närmaste större samhälle är Santiago de Querétaro, 15,7 km sydväst om Santa Fe Libertadores. Omgivningarna runt Santa Fe Libertadores är en mosaik av jordbruksmark och naturlig växtlighet.